# Tahuantinsuyoa chipi
Tahuantinsuyoa chipi è un pesce d'acqua dolce appartenente alla famiglia Cichlidae, sottofamiglia Cichlasomatinae

## Distribuzione e habitat
Questa specie è originaria del Perù, nel bacino del fiume Pachitea.

## Descrizione
Presenta un corpo allungato, compresso ai fianchi, con testa grande e muso appuntito. La pinna dorsale è bassa, retta da raggi erettili, ma nella parte finale si alza e diventa simmetrica ed opposta alla pinna anale.  La pinna caudale è a delta, con profilo tondeggiante. Le pinne ventrali sono appuntite. La livrea, assai simile al congenere Tahuantinsuyoa macantzatza (dal quale si differenzia per la diversa forma della linea nera sull'occhio), prevede un fondo variabile, dal grigio rosato al sabbia e all'ocra. Il muso è screziato da una fitta rete di linee irregolari e puntini ocra e verde dai riflessi metallici, che tendono a irregimentarsi in chiazze al centro di ogni scaglia formando linee orizzontali regolari lungo tutto il corpo. Una linea curva nera attraversa verticalmente l'occhio e la testa, mentre dall'occhio parte una fascia irregolare nera che forma un ocello nero sui fianchi. Altre linee verticali brune compaiono lungo i fianchi. La pinna dorsale è azzurra, screziata con riflessi metallici all'apice e giallo arancio vicino al peduncolo caudale, orlata di rosso e azzurro, come l'anale. La coda è trasparente, puntinata di chiaro, d'azzurro e ocra, orlata di giallo e rosso, le pinne ventrali sono trasparenti, tendenti al giallo rossastro. 

Raggiunge una lunghezza massima di 8 cm.

## Riproduzione
Non si conoscono ancora particolari riproduttivi.